# Strawberry (Arkansas)
Strawberry – miasto w Stanach Zjednoczonych, w stanie Arkansas, w hrabstwie Lawrence.